# 매화중학교
매화중학교(梅花中學校)는 대한민국 경상북도 울진군 매화면 매화리에 있는 공립 중학교이다.

## 학교 연혁
- 1952년 7월 2일 : 울진 중학교 매화분교 인가
- 1953년 4월 24일 : 매화 중학교 인가(3학급)
- 1953년 4월 30일 : 초대 김정원 교장 취임
- 1963년 1월 1일 : 행정 구역 변경으로 경상북도로 이관
- 1971년 1월 29일 : 학칙 변경 (전학급 9학급)
- 1981년 11월 25일 : 매화종합고등학교 설립인가
- 1997년 8월 9일 : 강당 준공 (건평 651m2)
- 1999년 3월 1일 : 학칙 변경(3학급)
- 2008년 2월 29일 : 매화종합고등학교 폐교
- 2010년 8월 25일 : 영어 체험실 구축
- 2018년 2월 1일 : 창의융합 과학실 구축
- 2023년 9월 1일 : 제35대 변용택 교장 취임
- 2024년 1월 5일 : 매화중학교 제71회 졸업(졸업생 총수 6,185명)
- 2024년 3월 4일 : 신입생 6명 입학

## 참고 자료
- 매화중학교 - 한국교육학술정보원 학교알리미